# 1812年 (序曲)
序曲『1812年』（じょきょく1812ねん、露: Торжественная увертюра «1812 год»）変ホ長調 作品49は、ピョートル・チャイコフスキーが1880年に作曲した演奏会用序曲。タイトルの「1812年」はナポレオンのロシア遠征が行われた年である。大序曲『1812年』（だいじょきょく-）、荘厳序曲『1812年』（そうごんじょきょく-）、または祝典序曲『1812年』（しゅくてんじょきょく-）などと呼ばれることもある。チャイコフスキー自身は決して精魂を込めて書き上げた作品とは受け止めてはいなかったものの、歴史的事件を通俗的に描くという内容のわかりやすさによって、人々に大いに喜ばれる作品となった。

## 作曲の経緯
1880年5月末、チャイコフスキーは一通の手紙を受け取る。差出人は懇意の楽譜出版社ユルゲンソーンであり、手紙には以下の趣旨のことが書かれていた。「ニコライ・ルビンシテインが将来開催される産業博覧会の音楽部長に任命され、ニコライは貴殿を取り立てるべく、以下の3つの題材のうち1つに基づいた作品を書いてもらいたいとのこと。一つは博覧会のための序曲、二つ目はツァーリ即位25周年のための序曲、三つ目は様式はどのようにしてもいいが、正教会の雰囲気を持った救世主ハリストス大聖堂開基のためのカンタータ。収入になります」。チャイコフスキーの個人史の中では、1880年とその前後の時期はバレエ『白鳥の湖』やオペラ『エフゲニー・オネーギン』といった大作の作曲のあとの「なかだるみの時期」に相当する。そのような時期に舞い込んできた頼まれ仕事であったが、チャイコフスキーはすぐに返事を出さなかった。6月23日にようやく返事を出したが、ユルゲンソーンからの手紙に不備があったのか、チャイコフスキーは返事の中で「件の収入をきっちり指定すること」と「期限を定めること」、「声楽曲であるならば、形式や背景について曖昧にせずきっちりと記すべきだ」という意味のことを書き連ねた。さらにチャイコフスキーは10日後の7月3日に出したユルゲンソーン宛ての手紙の中で依頼そのものが不愉快であり、「自分自身が感動しないであろう作品に手を付けることはできない」と突っぱね、この時点で作曲の話は一度は沙汰やみとなる。しかし、一方で8月末から9月にかけてチャイコフスキーは声楽曲の作曲を念頭に置いたのか、ユルゲンソーンを通じてモスクワの蔵書家に古典詩の本を送ってもらうよう要望を出している。
9月28日、ニコライからの手紙がチャイコフスキーのもとに届いた。ニコライは手紙の中で、作品は15分から25分程度の物を望んでいることを明らかにする。友人から直の頼みを曲げることはできず、チャイコフスキーは9月30日から11月7日にかけて作品を書き上げた。もっとも、作曲を合間を縫って書いた手紙の中でチャイコフスキーは、相も変わらず不満を並べ立てていた。資金のパトロンであるメック夫人には「凡庸なものあるいは騒々しいもの以外に何が書けるのでしょう？しかし、依頼を断る気にもならない」と書き、弟アナトリーに対しても「ニコライからの依頼が重荷になっているが、責任は果たさなければならない」という趣旨の手紙を送っている。10月中旬になると『弦楽セレナード』の作曲も並行して進められるようになり、この時期のメック夫人やアナトリーへの手紙でも「序曲はおそらく騒々しいものになる。私は特に愛情を持って書いたつもりはない」と書き、ユルゲンソーン社主ピョートル・ユルゲンソーンに対しても「この作品が良いものになるか悪いものになるか、私はためらうことなく後者だと言える」と書いている。10月下旬にチャイコフスキーは急な頭痛に悩まされるも、総譜の仕上げは11月7日に終えた。
こうして作品は完成したが、肝心の1881年に件の博覧会は開かれず、3月23日には依頼者のニコライが亡くなった。作品を持て余したチャイコフスキーはエドゥアルド・ナープラヴニークに、作品をサンクトペテルブルクで演奏するよう依頼をするも、ナープラヴニークは時期が来るまでは置いておくことが必要だと返答して、作品が日の目を見る機会はなかなか訪れなかった。1881年も後半になってチャイコフスキーはユルゲンソーンに作品の総譜とピアノ・ソロ版、ピアノ連弾版の3つを送付した。さらに、1881年末から1882年にかけては改訂を行い、1882年4月から5月にかけてメック夫人に宛てて書いた手紙の中でも改訂について触れている。1882年5月、作品はいまだ初演されていなかったものの、ユルゲンソーンからオーケストラ版、ピアノ・ソロ版およびピアノ連弾版の3つの総譜が出版された。

## 初演と演奏史
『1812年』は1882年8月20日（ユリウス暦8月8日）、建設中の救世主ハリストス大聖堂で開かれたモスクワ芸術産業博覧会が主催するコンサートに於いて、イッポリト・アリターニの指揮により初演された。「イタリア奇想曲」とともにプログラムに載ったこの新作は、当時の新聞批評では凡作だと片づけられてチャイコフスキーの予感はこの時点では当たった。翌1883年4月7日にはニコライの兄アントン・ルビンシテインの指揮でサンクトペテルブルク初演が、1885年6月2日にはミリイ・バラキレフの手によってスモレンスク初演が行われた。転機は1887年3月17日に行われたサンクトペテルブルクでの再演で、チャイコフスキー自身の指揮によるこの演奏はチャイコフスキー自身が「完全な成功、大満足」と日記に記すほどの成功を収めた。11月にモスクワでの再演と三度目の演奏がともにチャイコフスキーの指揮で行われたあと、1888年に入って早々チャイコフスキーはヨーロッパ各地に演奏旅行に出かける。1888年2月のベルリンでのコンサートでは当初幻想曲『フランチェスカ・ダ・リミニ』がプログラムに入っていたが、ハンス・フォン・ビューローらが『フランチェスカ・ダ・リミニ』を『1812年』に差し替えるよう強く要望した。チャイコフスキーはベルリンに続いてプラハでの初演を指揮した。その後、1889年1月15日にジョージ・ヘンシェルの指揮でロンドン初演、1893年12月29日にはボストンにおいてエーミール・パウアの指揮によりアメリカ初演が行われた。1899年1月15日にはグスタフ・マーラー指揮のウィーン・フィルによりウィーン初演が行われ、当該演奏会は他にベートーヴェンの「セリオーゾ」のマーラーによる弦楽合奏版の初演、ならびにシューマンの交響曲第1番の同じくマーラー編による初演があった。日本での初演は定かではないが、1917年（大正6年）4月22日に日比谷公園野外音楽堂で行われた山本銃三郎陸軍一等楽長指揮の陸軍戸山学校軍楽隊による公園奏楽で演奏されている。
四部+児童合唱を交えたヴァージョンは引用された聖歌とロシア国歌が（本来の歌詞で）歌われるが、1960年代に指揮者のブケトフ (Igor Buketoff, 1915-2001)が作った再構成版と呼ぶべき編曲で、チャイコフスキーに直接由来するものではない。ブケトフ自身が指揮したニュー・フィルハーモニア管弦楽団の録音がRCAにあり、米Schirmerから合唱譜も出版されている。

## 構成

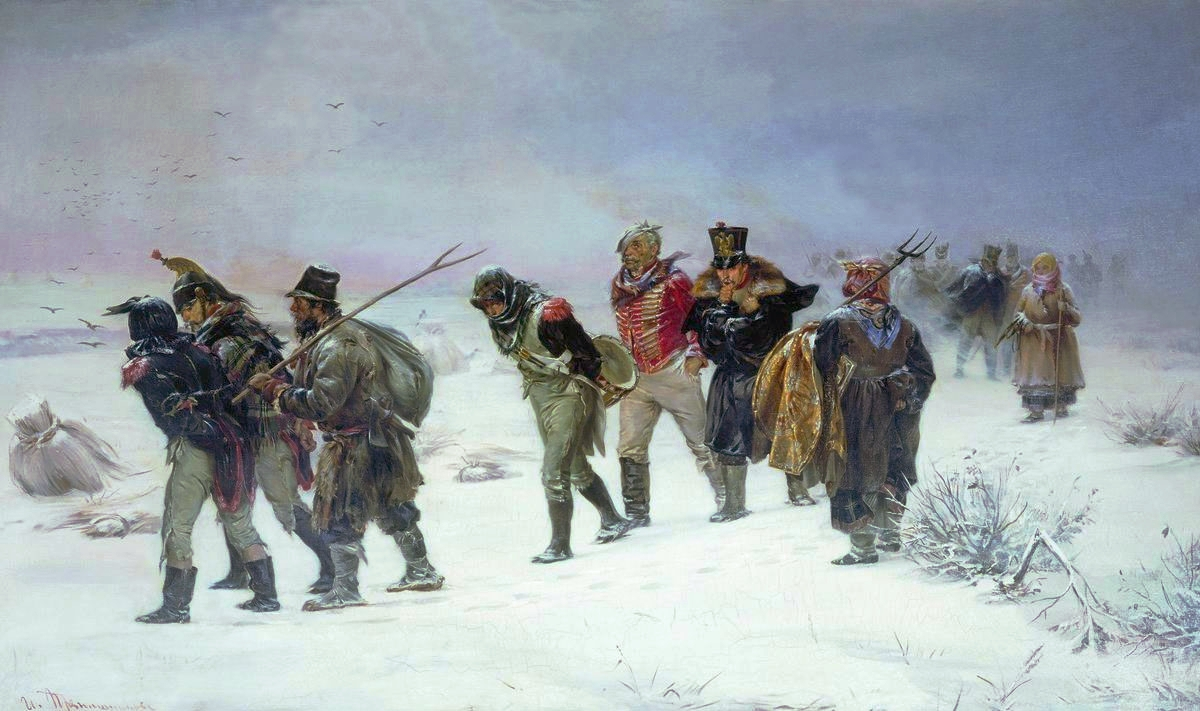
1812年、ロシアから退却するフランス軍《1874年画》。当楽曲の題材となっている

チャイコフスキー自身は曲中に特に標題を記してはいないが、解説書などでは便宜上いくつかの部分にわけた上で、標題をつけて解釈されているものもある。全体としては長大な序奏と自由なソナタ形式の主部、大規模なコーダで構成される。
第1部（1-76小節）：Largo
ヴィオラとチェロのソロが奏でる正教会の聖歌「神よ汝の民を救いたまえ」（"Спаси, Господи, люди Твоя"）にもとづく変ホ長調の序奏に始まり、以後木管群と弦楽器群が交互に演奏する（後述のように、この部分を合唱に置き換える演奏もある）。和音の強奏で序奏を終えるとオーボエ、ついでチェロとコントラバスに第1主題がゆだねられる。Andanteの部分が近づくにつれてメロディーも次第に激しくなる。
第2部（77-95小節）：Andante
ロシア軍の行進と準えられるこの部分は、ティンパニの弱いトレモロに始まり、低音部楽器や小太鼓が主題を引き継ぎ、次第に盛り上がりを見せる。
第3部（96-357小節）：Allegro giusto
この部分は変ホ短調の展開部のないソナタ形式で書かれている。ボロジノ地方の民謡に基づくといわれている主題があるため、「ボロジノの戦い」と説明がつくこともある。
第一主題の提示に続いて、フランス国歌「ラ・マルセイエーズ」の旋律をホルンが演奏するのをきっかけに、金管楽器群で反復して演奏される。やがて、木管群と弦楽器群が第一主題を繰り返し、またラ・マルセイエーズの主題が現れる。激しい咆哮が終わると、一転して緩やかな嬰ヘ長調（変ホ短調の平行調である変ト長調と 同じ調）の第二主題に引き継がれ、その後でロシア民謡風の主題も現れる。227小節からは再びラ・マルセイエーズの主題が響くが、前半部分とはうって変わり各パートを転々としながら演奏される。ラ・マルセイエーズの主題は次第に貧弱になり、326小節から332小節にかけてコルネットとトロンボーンで伸びに伸びきって演奏され、それを凌駕するように管楽器群・弦楽器群・打楽器群が咆哮する。最初の大砲もこの部分で5回「発射」される。山場を越えると各楽器群とも駆け下りるような音形となる（Poco a poco rallentando）。
第4部（358-379小節）：Largo
冒頭の主題と同一の旋律であるが、冒頭とはうって変わってバンダを含むほぼすべての管楽器で堂々と演奏され、それに木管楽器や弦楽器、ロシア正教会の鐘を強く意識した鐘が華麗に装飾する。
第5部（380-422小節）：Allegro vivace
全楽器強奏で始まり、388小節目のffffからはロシア帝国国歌がファゴット、ホルン、トロンボーン、チューバ、低音弦楽器で演奏され、鐘が響き大砲もとどろく。なお、ソ連時代にはロシア帝国国歌が演奏禁止とされ、それに伴いロシア帝国国歌の部分がミハイル・グリンカ作曲の歌劇「イワン・スサーニン」（皇帝に捧げし命）の終曲「栄光あれ」に書き換えられた版も存在する。これについては編曲者の名前を取って「シェバリーン版」とも言われる(なお、シェバリーン版はスヴェトラーノフ指揮のソヴィエト国立交響楽団のCDなどで聴くことができる)。

## 楽器編成
木管楽器
フルート：2、ピッコロ：1、オーボエ：2、コーラングレ：1、クラリネット（in B♭／変ロ調）：2、ファゴット：2
金管楽器
ホルン（in F／ヘ調）：4、コルネット（in B♭／変ロ調）：2、トランペット（in E♭／変ホ調）：2、トロンボーン：2、バストロンボーン：1、チューバ：1
打楽器
ティンパニ：奏者1人、トライアングル：1、タンバリン：1、小太鼓：1、大太鼓：1（大砲の代用に用いる場合も）、シンバル：1、鐘：1
弦五部
第1ヴァイオリン:25、 第2ヴァイオリン:25、ヴィオラ:20、チェロ:20、コントラバス:18
- 大砲（一般の演奏会では大太鼓やシンセサイザーで代用することになる。陸上自衛隊富士総合火力演習においてはFH-70（155mmりゅう弾砲）、4〜6門）
- 任意でバンダ（金管楽器群の増強）
- 原曲にはないが、合唱を加える場合もある。

## 大砲の使用

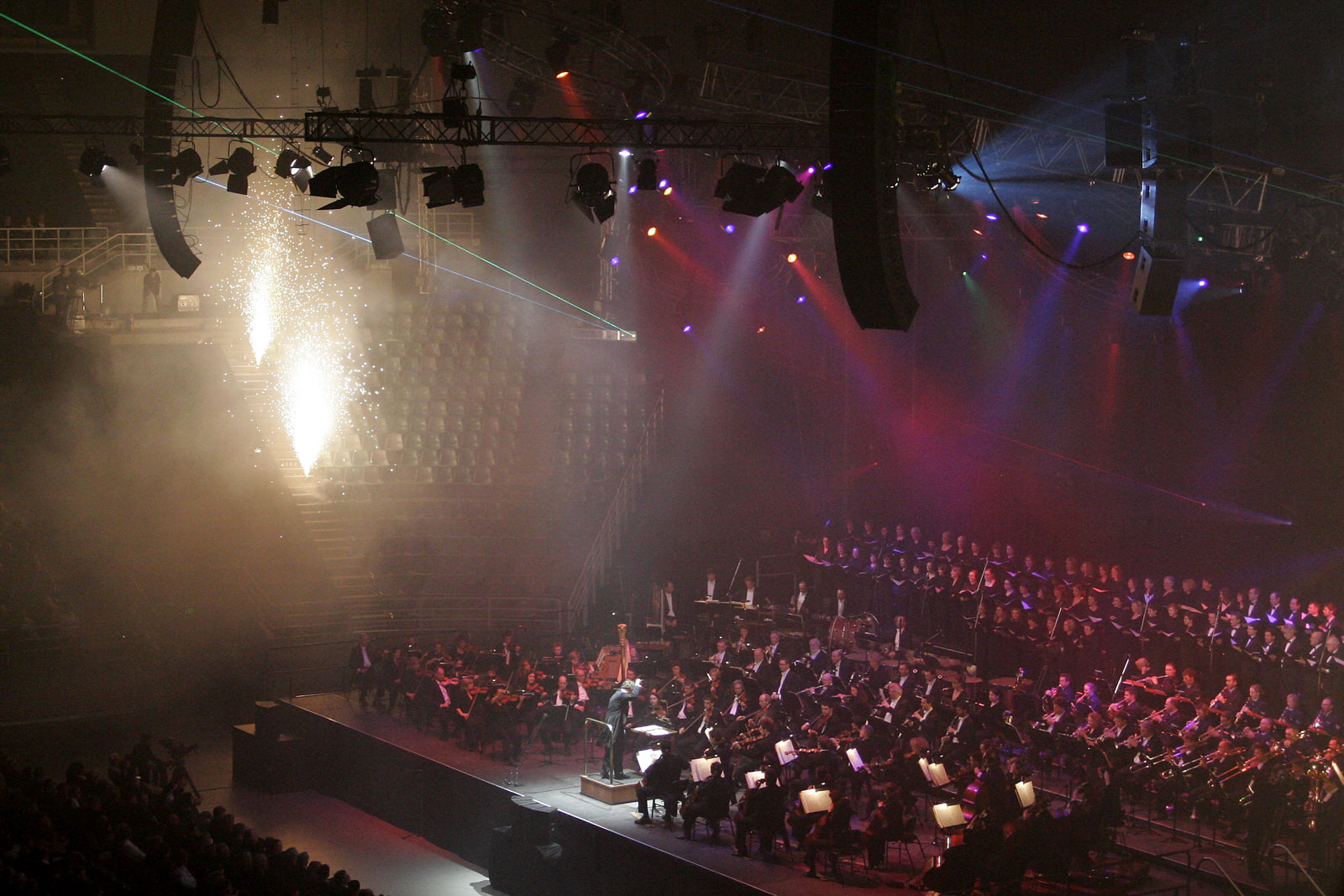
大砲の演出をした演奏

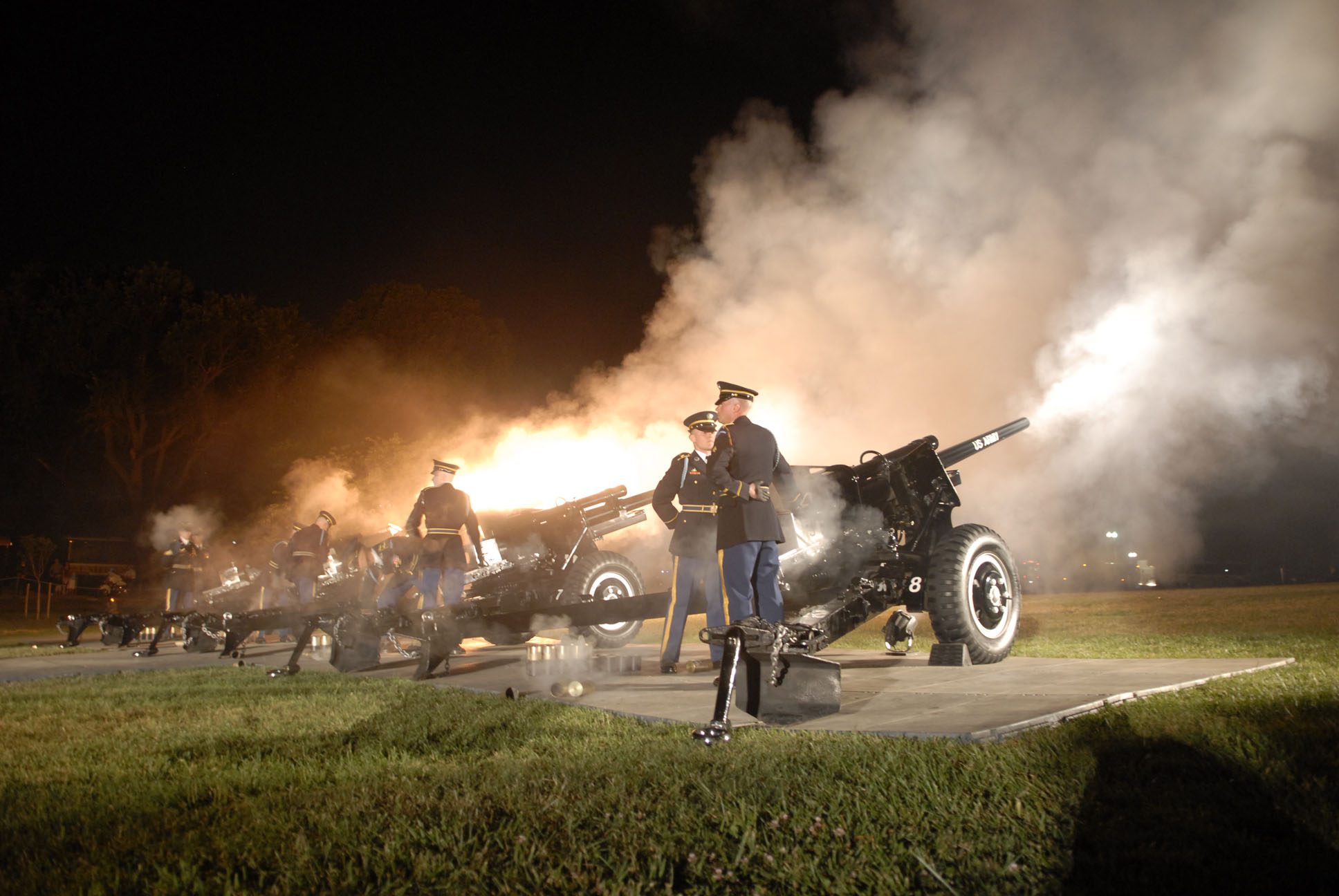
米国陸軍軍楽隊による『1812』公演において、M5 3インチ砲による演奏を行う第3歩兵連隊礼砲小隊の兵士。

クライマックス付近では楽譜上に大砲 (cannon) の指定がある。しかし、この件については初演の際に本物の大砲を使ったかどうかについては、解説書等でも「実際の大砲が使われ」という肯定説や、「チャイコフスキーが生前意図しながら果たせなかった」という否定説など様々あり、結論は出ていない。

### 収録曲
最初の録音ははっきりしていないが、1903年にビクター・グランド・コンサート・バンドが、1909年にアーサー・プライヤーが自身の吹奏楽団とともにビクタートーキングマシンのために吹き込んだ記録がある。技術の革新が進み電気録音の時代が到来すると、1930年にレオポルド・ストコフスキー指揮フィラデルフィア管弦楽団、1940年にウィレム・メンゲルベルク指揮アムステルダム・コンセルトヘボウ管弦楽団が録音。この曲で特に話題になった演奏は、1958年にアンタル・ドラティがミネアポリス交響楽団、ミネソタ大学吹奏楽団を指揮したもの（米マーキュリー。映画用35mm磁気テープによる高音質録音。1954年に同曲を同じ組み合わせでモノラル録音でレコード化していた）で、大砲は無論実物（青銅製の12ポンド曲射砲。陸軍士官学校からの借り物）であった。その後はドラティ盤に倣って実物の大砲を使う録音が増えた。
録音技術がアナログからデジタルに移行しつつあった1978年には、テラークが実際に先込め大砲を使用し、エリック・カンゼル指揮シンシナティ交響楽団のデジタル録音を行った（ステレオLP）。このステレオLPのレコードは「カートリッジのトレース能力のチェックに最適なレコード」とされていた。この録音には「音量を大きくしすぎてスピーカーを壊さないように注意」という注意書きがあり、レコード解説でも調整に関するアドヴァイスが掲載されていた。
レコーディングに際しては、その多くがオーケストラの演奏と大砲の音は別々に録音している。両者の音を同時に録音した例としては1990年12月1日にサンクトペテルブルクで行われた、チャイコフスキー生誕150年記念コンサートでのライヴ録音がある（指揮ユーリ・テミルカーノフ、演奏レニングラード・フィルハーモニー交響楽団）。この時、大砲はホール前の広場で撃ったが、オーケストラはホールで演奏していた。
また、冒頭の部分（オリジナルはヴィオラとチェロのソロ演奏）を合唱に変えている録音もあり、カラヤン盤（ドン・コサック合唱団）、マゼール盤（ウィーン国立歌劇場合唱団）、デイヴィス盤（タングルウッド祝祭合唱団）、オーマンディ盤（テンプル大学合唱団）、西本智実盤（ユルロフ記念国立アカデミー合唱団）、等が代表的である。

### 演奏曲
記録上で最初に大砲を使った「1812年」の演奏としては、年次は不明ながらロンドンのクリスタル・パレスにおけるコンサートといわれているが、詳細は不明である。日本では、1962年5月12日に西宮球場で行われた「第2回2000人の吹奏楽」での演奏が記録に残る古い物の一つである（2年後の第4回、2000年の第40回で再演されている。第40回では大砲は使わなかった）。
現在では、ボストン交響楽団の夏の拠点であるタングルウッド音楽祭における演奏等で本物の大砲を使った「1812年」の演奏が聴けるほか、以下のように各地の陸上自衛隊の野外行事でしばしば演奏されている。いずれも空包で演奏される。陸上自衛隊の音楽隊が演奏する際は、特科（砲兵）部隊が音楽隊へ編入され、旧式のM101 105mm榴弾砲を撃つ。
M101を使わない演奏例として、2007年の富士総合火力演習においては、現役装備である155mm口径のFH70を使用したが、発砲音が強力過ぎて演奏者や聴衆の聴覚が麻痺したため、失敗に終わった。2009年の北千歳駐屯地創立記念行事においては国内で最大の大砲であるM110 203mm自走榴弾砲による演奏が確認されている。105mm砲などと比べて装填時間が長いため発砲回数は他砲より削減されたアレンジ仕様であった。
また、大砲（榴弾砲）だけでなく、戦車砲による演奏が実施される場合もある。この場合は機甲科（戦車）部隊を編入している。2011年の日本原駐屯地記念式典において、M101、FH70に加え、74式戦車の戦車砲（51口径105mmライフル砲L7A1）による演奏が実施されている。実際の演奏では105mm砲の斉射後に74式戦車の射撃が実施されている。戦車砲を使用した演奏例は他に、2016年の高知駐屯地創立記念式典において、FH70の2門、74式戦車2両による演奏が行われている。その後2017年には90式戦車の戦車砲（ラインメタル 120 mm L44）による演奏（90式戦車6両）が真駒内駐屯地で実施されている。
以下に、日本国内での主な演奏記録等を表にまとめたものを提示する。
| 演奏年 | 会場（所在地）                 | 行事名                                             | 特記事項                                     |
| ------ | ------------------------------ | -------------------------------------------------- | -------------------------------------------- |
| 2006年 | 霞目駐屯地（宮城県仙台市）     | 東北方面隊 創隊46周年記念行事                      | 105ミリ榴弾砲を使用                          |
| 2007年 | 朝霞訓練場（埼玉県朝霞市）     | コンサート                                         |                                              |
| 2007年 | 東富士演習場（静岡県御殿場市） | 富士総合火力演習                                   | FH70を使用し失敗                             |
| 2008年 | 島松駐屯地（北海道恵庭市）     | 北海道補給処・島松駐屯地 創立記念行事              |                                              |
| 2008年 | 善通寺駐屯地（香川県善通寺市） | 第14旅団 創隊記念行事                              |                                              |
| 2009年 | 旭川駐屯地（北海道旭川市）     | 第2師団創立59周年・旭川駐屯地 開設57周年記念行事   | 75式自走155mmりゅう弾砲を使用                |
| 2009年 | 北千歳駐屯地（北海道千歳市）   | 第1特科団創隊・北千歳駐屯地 開庁56周年記念行事     | M110 203mm自走榴弾砲を使用                   |
| 2009年 | 朝霞訓練場（埼玉県朝霞市）     | 東部方面隊 50周年記念行事                          | M101 105mm榴弾砲を使用                       |
| 2010年 | 朝霞訓練場（埼玉県朝霞市）     | 中央観閲式                                         | M101 105mm榴弾砲を使用                       |
| 2010年 | 伊丹駐屯地（兵庫県伊丹市）     | 中部方面隊 創隊50周年記念行事                      | FH70を使用し成功                             |
| 2011年 | 日本原駐屯地（岡山県奈義町）   | 日本原駐屯地 創設46周年記念行事                    | M101 105mm榴弾砲, FH70, および74式戦車を使用 |
| 2013年 | 日本原駐屯地（岡山県奈義町）   | 日本原駐屯地 創設48周年記念行事                    | M101 105mm榴弾砲およびFH70を使用             |
| 2016年 | 高知駐屯地（高知県香南市）     | 高知駐屯地 創立50周年記念行事                      | FH70および74式戦車を使用                     |
| 2016年 | 朝霞訓練場（埼玉県朝霞市）     | 中央観閲式                                         | M101 105mm榴弾砲を使用                       |
| 2017年 | 真駒内駐屯地（北海道札幌市）   | 第11旅団創隊9周年・真駒内駐屯地 開設63周年記念行事 | 90式戦車を使用                               |

国外においては2012年5月9日、イギリス・ロンドンのテムズ川に停泊中の軽巡洋艦HMSベルファストの主砲（Mk XXIII 6インチ三連装砲）を用いての演奏が確認されている。
通常のコンサートホールで行われる演奏では大太鼓で代用される事が多く、この場合は片面のヘッドの除去やチューニングを狂わせる等の効果音的な楽器加工も行われる。電子楽器の使用に対して前向きな指揮者らによりシンセサイザーが使用されるケースも増えている。2010年10月3日に『題名のない音楽会』第2188回で放送された「描写する音楽～『1812年』人気の秘密」では大砲風に装飾したスモークマシンを使用した。

## その他
- この曲は「ラ・マルセイエーズ」と「神よツァーリを護り給え」を使用しているが、1812年当時はまだどちらも国歌ではなかった（後者はまだ作曲もされていなかった）。
- 映画『Vフォー・ヴェンデッタ』では2度の爆破シーンの背後で流された。また、映画を象徴する楽曲としてCMではロシア帝国国歌パートが使用されていた。爆発シーンを飾る点では『ブローン・アウェイ/復讐の序曲』も同様。こちらはジョン・ウィリアムズがボストン・ポップス・オーケストラを指揮したコンサートの映像も使われた。華々しい一方で「負け戦」や「撤退」のニュアンスを背景に持ち、挫折や敗北で結ばれる映画『いまを生きる』や『ラ・ラ・ランド』でも短く引用されている。
- アガサ・クリスティの推理小説『ダベンハイム失そう事件』（原題：The Disappearance of Mr. Davenheim）では、事件のトリックにこの大砲を用いたものが登場する。
- 缶コーヒー「ジョージア」のテレビCM（http://www.georgia.jp/info/cm/）で『麻雀』篇、『ゴルフ練習場』篇を除く全てで今日も上出来のテーマに歌付きで使用されている。
- AOKIのテレビCMにラスト付近が使用されている。
- ロック・ドラマーのコージー・パウエルは、この曲に合わせてドラム・ソロを叩く演出を得意としていた。コージーのソロ・アルバム『オーヴァー・ザ・トップ』（1979年）や、レインボーのDVD『Ritchie Blackmore's RAINBOW Live In Munich 1977』で確認できる[21]。
- ビデオゲーム『ジャンプバグ』（1982年、コアランド／セガ）において、ピラミッドクリア時と滑走路着陸時に流れるBGMとしてこの曲が使われている。
- ファミリーコンピュータのゲーム『テトラスター』（1991年、タイトー）では、タイトルとステージBGMとしてこの曲が使用されている。
- PlayStation 3のゲーム『ラチェット&クランク FUTURE2』に登場する武器「RYNOナンバーV」の使用時に流れるBGMとしてこの曲が使用されている。
- 筒井康隆はこの曲を題材に短編小説『ナポレオン対チャイコフスキー世紀の決戦』（新潮文庫『くたばれPTA』収録）を書いている。
- 映画『のだめカンタービレ 最終楽章 前編』でルー・マルレ・オーケストラ（架空のフランスのオーケストラ）の千秋が常任指揮者に就任後の定期公演の演目として演奏された（原作では『ウィリアム・テル』序曲）。劇中では、劇場の外で大砲が鳴らされる演出がなされた。クライマックスで壊走するようなフランス国歌を踏み潰すかのようにロシア帝国国歌が覆いかぶさっていく趣向のこの曲は、実際にフランスで演奏されることはほとんどなく、フランス人の指揮者や楽団による録音が発売されたこともない。映画に出演して演奏している楽員はフランス人ではなく、チェコのブルノ・フィルハーモニー管弦楽団のメンバーたちである。予告編では終結部が使用されていた。
- イギリスの自動車番組『トップ・ギア』のSeries 12, Episode 6で、新型フォード・フィエスタをファミリーカーとして「普通の」レビューを行うための締めくくりとして、イギリス軍の上陸作戦（演習）に参加した際のBGMとして使用された。
- 漫画『ハーメルンのバイオリン弾き』作中の第二次スフォルツェンド大戦において、ハーメルとライエルが演奏した。この演奏の効果により、スフォルツェンド軍全ての兵士が最大級の力で戦うことが可能となった。
- ロシアの戦争勝利を祝った曲であるという背景から、2022年ロシアのウクライナ侵攻を受けて演奏を取りやめる動きもみられた[22]。過剰反応ではないかという非難の声もあがったが[23]、「曲そのもの・作曲者やロシア音楽への否定（キャンセル・カルチャー）ではない」ことが大前提であり、戦災に苦しむウクライナ国民に配慮するものであるという[24]。

## パロディ
P. D. Q. バッハ（ピーター・シックリー）の作曲した序曲『1712年』（1712 Overture for Really Big Orchestra）は、チャイコフスキーの『1812年』のパロディとなっている。『1712年』の楽曲進行は概ね『1812年』をなぞるが、『1812年』に出てくる聖歌「神よ汝の民を救い」とフランス国歌「ラ・マルセイエーズ」のメロディは、『1712年』ではそれぞれ民謡の「ヤンキードゥードゥル」と「ポップ・ゴーズ・ザ・ウィーゼル」のメロディに置き換えられている。また『1812年』の大砲の発射音は『1712年』ではゴム風船を割る音に置き換えられており、『1712年』の総譜の楽器編成表には打楽器として"Balloons and Ice pick"（「風船とアイスピック」）が指定されている。